# MIAR
Il Movimento italiano per l'architettura razionale (MIAR) è stato un movimento che comprendeva una cinquantina di architetti, formatosi dopo la I Esposizione italiana di architettura razionale organizzata a Roma nel 1928 da Adalberto Libera e Gaetano Minnucci.
Promotori dell'architettura moderna in Italia, tra i vari architetti che aderirono al MIAR vi furono i membri del collettivo milanese del Gruppo 7, che ne furono i principali artefici, Alberto Sartoris, Pietro Aschieri, Gino Cancellotti, Giuseppe Capponi e Mario Ridolfi della scuola romana, Gino Levi-Montalcini e Umberto Cuzzi della scuola torinese e Mario Labò della scuola genovese.
Nel 1931 venne organizzata da Pietro Maria Bardi la II Esposizione dell'architettura razionale, inaugurata da Mussolini nella sua Galleria d'arte di Roma. Questa seconda esposizione suscitò una vivace polemica con i tradizionalisti: ad alimentare questo scontro contribuì la Tavola degli orrori, fotomontaggio che con sarcasmo rappresentava la "vecchia" Italia, in cui a brani di romanzi e giornali dell'epoca, cartoline e fotografie del 1860, erano accostate le opere architettoniche pseudoclassiche e pseudobarocche di Armando Brasini, Cesare Bazzani, Gustavo Giovannoni, e pseudomoderne di Marcello Piacentini.
Il tentativo di mediazione sulla base del concetto di stile, svuotando il Movimento Moderno dei caratteri di impegno sociale e di trasformazione dell'ambiente costruito, a favore di un esplicito richiamo e identificazione con i principi fascisti, fallì. Il sindacato fascista architetti ritirò l'appoggio alla mostra e contemporaneamente, per agevolare una scissione all'interno del Gruppo, fondò il RAMI (Raggruppamento architetti moderni italiani), in cui confluì parte dei membri del MIAR.